# Misiuni periculoase
Misiuni periculoase (engleză: The Hurt Locker) este un film american de război, apărut în 2008. Acțiunea este plasată în Războiul din Irak, și urmărește un grup de EOD-isti ai armatei americane.
Filmul este regizat de Kathryn Bigelow, scenariul fiind scris de Mark Boal, un ziarist american care a fost detașat pe front în anul 2004 și a urmărit la fața locului acțiunile operatorilor EOD (exploziv ordnance disposal).
În rolurile principale sunt Jeremy Renner, Anthony Mackie și Brian Geraghty cei trei făcând parte dintr-o echipă EOD a armatei americane. Filmul urmărește acțiunile lor în Irak, dar și relațiile tensionate dintre cei trei.
Filmul a fost lansat inițial în 2008, la festivalul de la Veneția, dar a fost distribuit pe marile ecrane în Statele Unite abia din 26 iunie 2009, de aceea a fost înscris în cursa pentru premiile Oscar, abia în 2010. A câștigat șase premii Oscar, inclusiv cel pentru cel mai bun film, și cel mai bun regizor.

## Subiectul filmului
The Hurt Locker începe cu un citat din cartea „War Is a Force That Gives Us Meaning” (Războiul este o forță care ne dă un scop), scrisă în 2002 de corespondentul de război al cotidianului New York Times, Chris Hedges: „The rush of battle is a potent and often lethal addiction, for war is a drug.” (Agitația bătăliei este o dependență puternică și deseori letală, pentru că războiul este un drog).
În 2004, în perioada post-invaziei americane în Irak, sergentul William James preia conducerea unei echipe EOD a armatei americane, în locul sergentului Thompson, ucis de un dispozitiv explozibil detonat de la distanță. Din echipa lui James mai fac parte sergentul J.T.Sanborn și specialistul Owen Eldridge. Misiunea celor doi este să-i ofere acoperire militară liderului echipei, în perioada în care acesta inspectează și dezarmează bombele. Will James are însă metode neobișnuite de acțiune, din cauza cărora tensiunea dintre el și ceilalți colegi crește, aceștia considerându-l nesăbuit și periculos.
În timpul uneia dintre misiuni, într-un depozit abandonat, echipa EOD găsește trupul unui copil în care fuseseră implantați explozibili. James crede că tânărul mort este Beckham, un irakian care își petrecea timpul în apropierea bazei militare americane, vânzând diferite produse, în principal DVD-uri, și cu care se împrietenise.
Echipa pornește în urmărirea unor suspecți și omoară doi insurgenți, dar în acțiune Eldridge este rănit la picior. A doua zi, James se întâlnește cu Beckham, tânărul fiind în viață și încercând să dialogheze cu sergentul american, care însă nu-l bagă în seamă. În același timp, Eldridge este transportat spre un spital pentru a fi supus unei intervenții chirurgicale, și dă vina pe James pentru rana sa.
Una dintre ultimele misiuni ale echipei este de a dezamorsa o bombă cu ceas legată la pieptul unui irakian. James nu reușește să-l salveze pe civil, iar Sanborn își anunță superiorul că nu mai rezistă presiunii de operator EOD și abia așteaptă încheierea misiunii pentru a reveni acasă și a-și constitui o familie.
William James revine la rândul său acasă la finalul misiunii, acolo unde avea o soție și un copil, dar nu se acomodează la viața normală, îi spune fiului său că există un singur lucru pe lumea asta pe care îl iubește și revine în Irak, unde se alătură companiei Delta, pentru 365 de zile în care să îndeplinească din nou meseria de operator EOD.

## Distribuția
- Jeremy Renner - Sergentul Clasa Întâi William James, liderul echipei EOD. Are cea mai mare experiență din întreaga echipă, după ce a servit și în Războiul din Afganistan.
- Anthony Mackie - Sergentul J. T. Sanborn, unul dintre membrii echipei EOD. Un soldat care face lucrurile ca la carte și îl critică în dese rânduri pe James pentru atitudinea sa nesăbuită. Spre finalul misiunii Bravo, Sanborn recunoaște că vrea să se întoarcă acasă pentru a pune bazele unei familii.
- Brian Geraghty - Specialistul Owen Eldridge, cel mai tânăr membru al echipei EOD. Se consideră vinovat pentru moartea liderului inițial al echipei, sergentul Thompson, deoarece nu a reacționat suficient de rapid asupra insurgentului responsabil cu detonarea bombei. Se adresează pentru sfaturi locotenent-coloneului Cambridge, psihologul bazei militare.
- Christian Camargo - Locotenent-colonelul John Cambridge. Cambridge este psihologul bazei militare Camp Victory. Îl ajută pe Eldridge să treacă peste moartea sergentului Thompson. Originar din New York, Cambridge este absolvent al universității Yale.
- David Morse - Colonelul Reed, comandantul plutonului detașat la sediul Națiunilor Unite. Este fascinat de misiunea EOD și de meseria lui James.
- Evangeline Lilly - Connie James, soția sergentului James.
- Christopher Sayegh - Beckham, tânărul irakian, în vârstă de 12 ani, care vinde DVD-uri și aparate eletronice soldaților americani.
- Guy Pearce - Sergentul Matthew Thompson, liderul inițial al echipei EOD.
- Ralph Fiennes - liderul unei trupe de militari independenți.

## Premii
The Hurt Locker a câștigat șase premii Oscar la Premiile Academiei Americane, din nouă nominalizări. Între premiile obținute se numără cel mai bun film, cel mai bun regizor și cel mai bun scenariu original.
Filmul a mai câștigat șase premii BAFTA, între care cel mai bun film și cel mai bun regizor, și trei premii Globul de Aur.

## Legături externe
- Misiuni periculoase la Internet Movie Database